# Lampionplant
Lampionplant (Physalis) is een geslacht van 75 tot 90 soorten planten in de nachtschadefamilie (Solanaceae). De botanische naam Physalis betekent blaas, en is afgeleid van de vorm van de uitgegroeide kelk van de echte lampionplant (Physalis alkekengi) die de vrucht na de bloei omsluit. De echte lampionplant is de enige vertegenwoordiger van dit geslacht in Europa; de meeste andere soorten komen van nature voor in Mexico.
Wikipedia behandelt de volgende soorten:
- Echte lampionplant (Physalis alkekengi)
- Physalis angulata
- Goudbes (Physalis peruviana)
- Tomatillo (Physalis philadelphica)

De echte lampionplant wordt wereldwijd in tuinen aangeplant vanwege de decoratieve waarde van de oranje huls die de bes omgeeft. Zowel de tomatillo als de goudbes worden gegeten vanwege de eetbare vruchten.
Recentelijk zijn ook enkele onderzoeken uitgevoerd naar antibacteriële en antitumor-eigenschappen van enkele soorten.

## Taxonomie
Martinez (1999) verdeelde het geslacht in vier ondergeslachten met twaalf secties:
- Ondergeslacht Physalis: een soort, vermoedelijk China, mogelijk Europa.
  - Physalis alkekengi (type)
- Ondergeslacht Physalodendron (G. Don) M.Martinez: twee soorten: Zuid-Mexico en Midden-Amerika.
  - Physalis arborescens, Physalis melanocystis
- Ondergeslacht Quincula (Raf.) M.Martinez: een soort: zuidwesten van de Verenigde Staten, Noord-Mexico.
  - Physalis lobata (synoniem: Quincula lobata)
- Ondergeslacht Rydbergis Hendrych zestig soorten, meest Mexico.
  - sectie Angulatae (Rydb.) M.Y.Menzel (inclusief Margaranthus): tien soorten, Verenigde Staten tot Midden-Amerika.
  - sectie Campanulae M.Martinez: twee soorten in Mexico.
  - sectie Carpenterianae (Rydb.) M.Y.Menzel: een soort in het zuidoosten van de Verenigde Staten
  - sectie Coztomatae M.Martinez: elf soorten in Mexico.
  - sectie Epeteiorhiza G.Don: veertien soorten in het gebied van de Verenigde Staten tot Midden-Amerika.
  - sectie Rydbergae M.Martinez: twee soorten in Mexico
  - sectie Viscosae (Rydb.) M.Y.Menzel: zes soorten tussen de VS en Zuid-Amerika.
  - sectie Tehuacanae M.Martinez: een soort in Mexico.

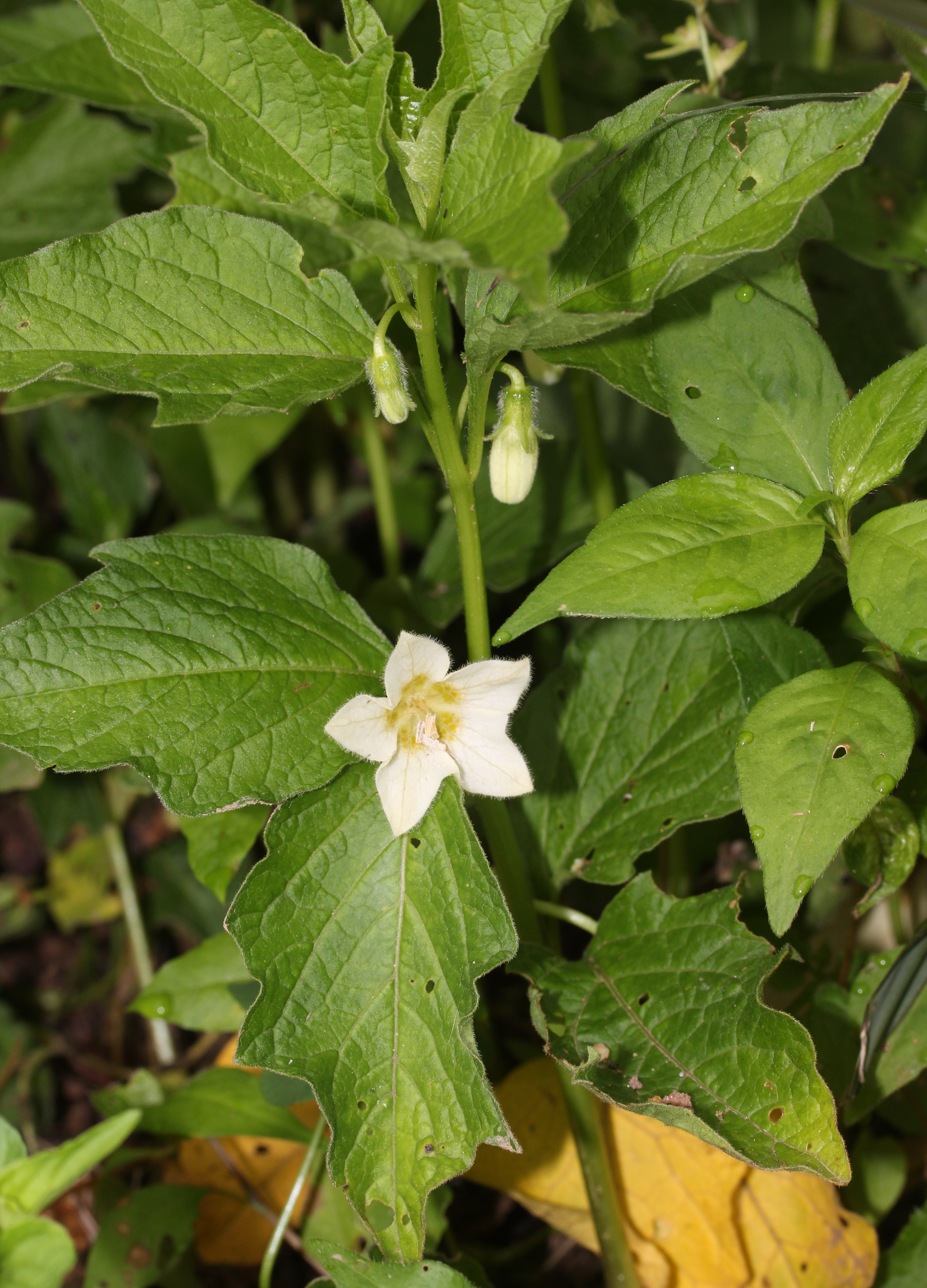
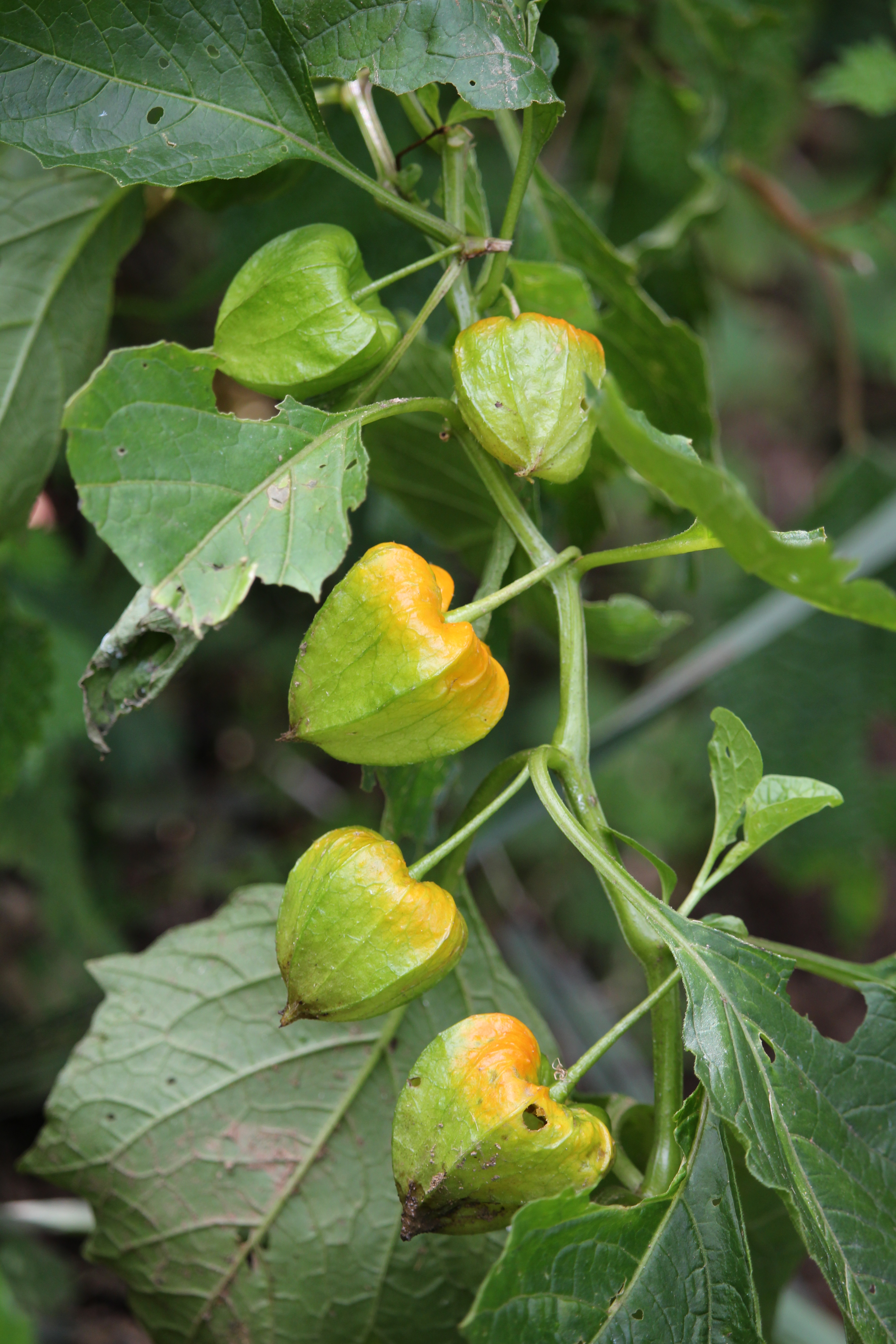
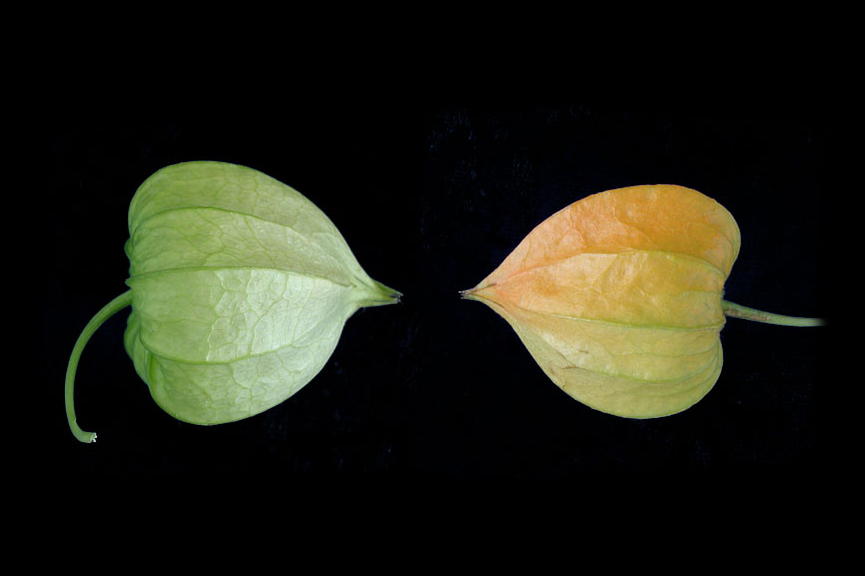
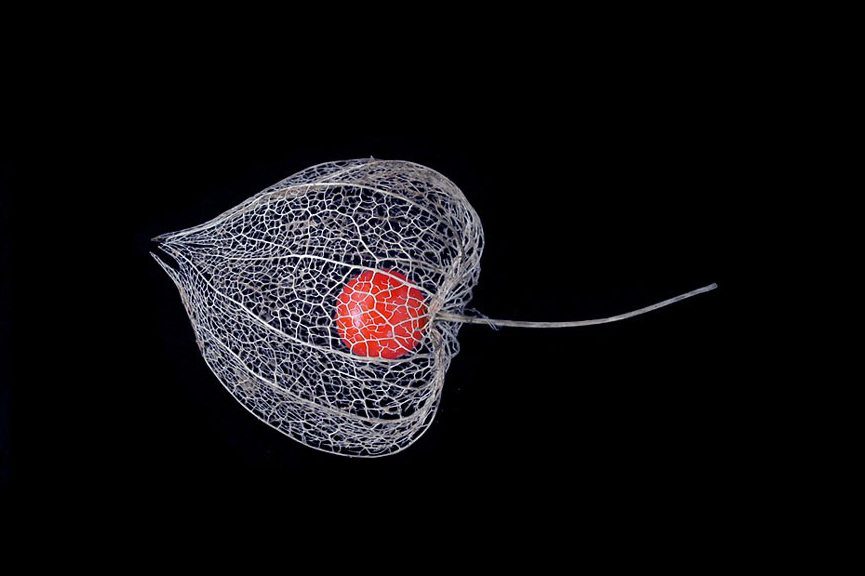